# Salvatore Amitrano
Salvatore Amitrano, född den 3 december 1975 i Castellammare di Stabia i Italien, är en italiensk roddare.
Han tog OS-brons i lättvikts-fyra utan styrman i samband med de olympiska roddtävlingarna 2004 i Aten.